# 天寶龍鳳
天寶龍鳳，是上海市的一家老字號珠寶公司。天寶龍鳳起源於創業於1930年的天昌首飾號。2003年，上海天寶金銀首飾商店和上海龍鳳金銀珠寶商店合併為上海天寶金銀珠寶公司，後又更名為上海天寶龍鳳金銀珠寶有限公司，並在2009年認證為中華老字號。2023年8月10日，天寶龍鳳旗艦店在淮海中路585號開業